# Junkers T 21
Das Flugzeug Junkers T 21 war der Nachfolger des Typs Junkers T 19.

## Entwicklung
Es handelt sich um einen von Ernst Zindel als Hochdecker konstruierten Aufklärer, der als Musterflugzeug für die Produktion der Junkers Ju 21 in Fili bei Moskau (UdSSR) gebaut wurde. Der Erstflug fand am 12. Juni 1923 in Dessau statt.
Gegenüber der T 19 änderten sich vor allen Dingen der Rumpf (verstärkt), eine größere Flügelspannweite wurde vorgesehen sowie die auch bei der Ju 21 verwendeten abwerfbaren Zusatztanks wurden konstruiert.
Die T 21 war mit einem BMW-IIIa-Motor mit 136 kW ausgerüstet. Obwohl in Deutschland hergestellt, erschien die T 21, von der nur zwei Exemplare mit den Werknummern 354 und 355 gebaut wurden, nicht in der deutschen Luftfahrzeugrolle, sondern wurde direkt nach der Erprobung in die UdSSR gebracht.

## Technische Daten
| Kenngröße             | Daten                                                                |
| --------------------- | -------------------------------------------------------------------- |
| Spannweite            | 10,77 m                                                              |
| Länge                 | 6,70 m                                                               |
| Höhe                  | 2,50 m                                                               |
| Flügelfläche          | 21,75 m²                                                             |
| 5,3                   |                                                                      |
| Leermasse             | 913 kg                                                               |
| Startmasse            | 990 kg                                                               |
| Leistungsbelastung    | 7,50 kg/m²                                                           |
| Antrieb               | ein BMW IIIa                                                         |
| Leistung              | 136 kW (185 PS)                                                      |
| Höchstgeschwindigkeit | 220 km/h                                                             |
| Steigzeit             | 4,5 m auf 1000 m Höhe 9,7 min auf 2000 m Höhe 32 min auf 5000 m Höhe |
| Gipfelhöhe            | 5600 m                                                               |